# Allomymar taitae
Allomymar taitae är en stekelart som beskrevs av Jean-Jacques Kieffer 1913. Allomymar taitae ingår i släktet Allomymar och familjen växtlussteklar.
Artens utbredningsområde är Uganda. Inga underarter finns listade i Catalogue of Life.